# Something Beautiful*
Something Beautiful* er det sjette studiealbum fra det canadiske folkrockband Great Big Sea. Det blev udgivet d. 24. februar 2004 i Canada, og d. 9. marts i USA. Det er det første album, som bandet indspillede uden det tidligere medlem Darrell Power. Albummet fik modtog nomineringer til East Coast Music Awards 2005, inklusive "Single of the Year" ("When I Am King"), "Video of the Year" ("When I Am King"), "Pop Recording of the Year" (Something Beautiful), "Group of the year" og "Songwriter of the Year" (Alan Doyle - "When I Am King"). Albummet er det femte i træk af bandets ablums som gik direkte ind i Top 10 på de canadiske hitlister.

## Spor
1. "Shines Right Through Me" (Alan Doyle, Kalem Mahoney, Séan McCann) 3:18
2. "When I Am King" (Alan Doyle) 2:31
3. "Beat The Drum" (Calum MacDonald, Rory MacDonald) 3:09
4. "Something Beautiful" (Alan Doyle) 3:49
5. "Helmethead" (Bob Hallett) 2:47
6. "Summer" (Alan Doyle, Séan McCann) 3:25
7. "Sally Ann" (Alan Doyle) 2:12
8. "Somedays" (Séan McCann) 2:51
9. "Let It Go" (Alan Doyle, Blair Daly, Gordie Sampson) 3:11
10. "John Barbour" (Traditionel, arrangeret af Alan Doyle, Séan McCann, Bob Hallett) 4:53
11. "Lucky Me" (Alan Doyle, Gordie Sampson) 3:54
12. "Love" (Séan McCann) 3:32
13. "Chafe's Ceilidh" (Traditionel, arrangeret af Alan Doyle, Séan McCann, Bob Hallett) 2:33

## Om sangene
- Der blev lavet musikvideoer til "When I Am King" og "Shines Right Through Me", og de blev udgivet som radiosingler. Videoen til "When I Am King" vandt "Best Video of the Year" til East Coast Music Awards.
- "John Barbour" er baseret på Child Ballad No. 100, "Willie o Winsbury".
- "Beat The Drum" er en coverversion af "Pride Of The Summer" af det skotsk-gæliske band Runrig.